# Proteina di Bence Jones

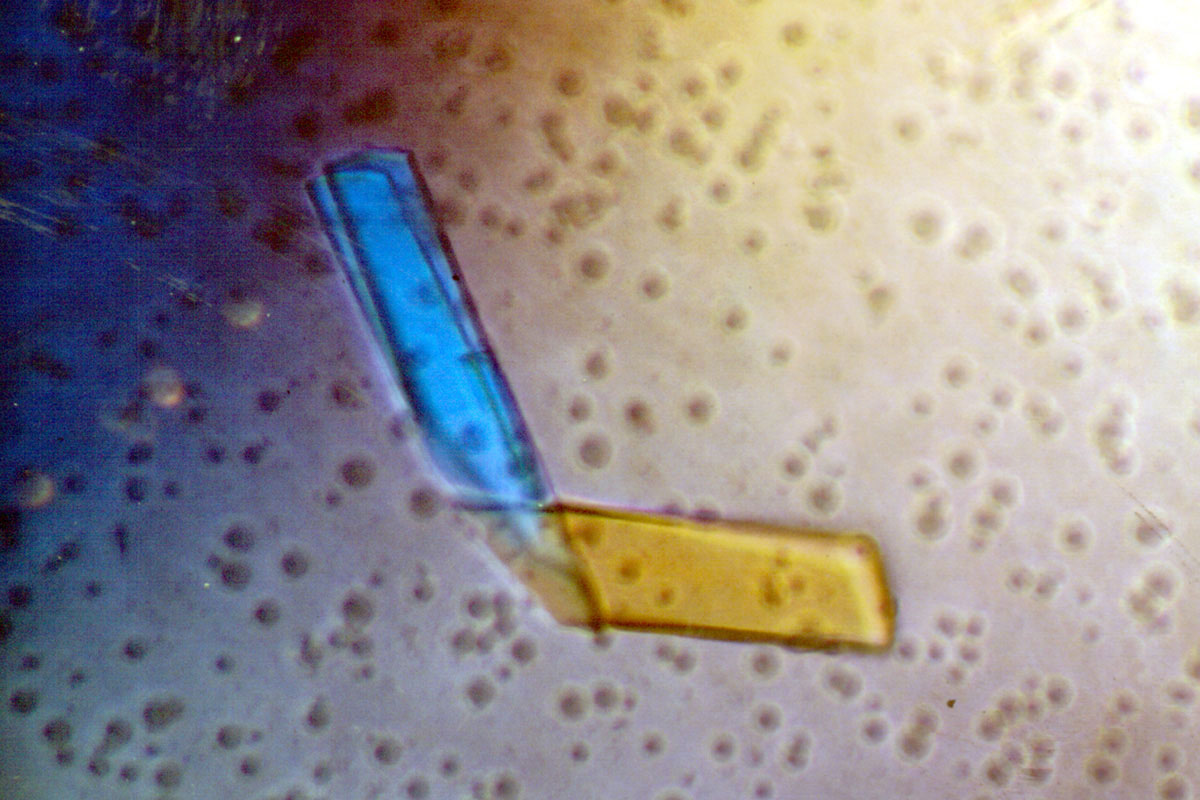
Cristallo della proteina di Bence Jones preparato per cristallografia a raggi X

La proteina di Bence Jones è una proteina appartenente alla classe delle globuline. Il suo peso molecolare è di 20 kDa. È di fatto la catena leggera di un anticorpo, distaccata dalle catene pesanti. Le catene leggere chiamate "proteina di Bence Jones" sono diverse dalle catene leggere "usuali" che i linfociti B del corpo normalmente producono:
- le Bence Jones sono libere, mentre le normali catene leggere sono legate alle catene pesanti corrispondenti a formare l'anticorpo.
- le Bence Jones sono monoclonali, cioè tutte geneticamente uguali, mentre le normali catene leggere sono policlonali, ovvero tutte con delle sottili differenze tra loro.

La proteina di Bence Jones può essere rilevata nel sangue o nelle urine con esami di laboratorio. 
Svariate patologie rare possono avere come sintomo la produzione di proteine di Bence Jones; tra esse va menzionata la macroglobulinemia di Waldenström; tra le altre, si riscontrano proteine di Bence Jones nel sangue o nelle urine di pazienti con mieloma multiplo, l'insufficienza renale, l'anemia.
Le Bence Jones possono essere prodotte dalle plasmacellule neoplastiche.
Possono essere di tipo kappa o lambda. Le catene leggere possono essere sia frammenti immunoglobulinici sia immunoglobuline omogenee. Possono essere trovate nell'urina per le loro dimensioni piccole, in seguito a una facile clearance renale.
Le catene leggere possono essere rivelate dal calore o mediante elettroforesi di urina concentrata, precipitando tra i 50 °C e i 60 °C e solubilizzandosi nuovamente attorno ai 90 °C - 100 °C. Queste analisi sono essenziali nei pazienti in cui si sospetta la presenza di proteine di Bence Jones nella loro urina, in quanto la rilevazione di tali proteine è impossibile con l'utilizzo del classico dipstick, per la produzione di false positività.
Le proteine di Bence Jones furono descritte per la prima volta dal medico inglese Henry Bence Jones nel 1847 che pubblicò i dati della sua scoperta nel 1848. Il sequenziamento della proteina si deve invece a Frank Putnam che operò presso il laboratorio del due volte Premio Nobel Frederick Sanger a Cambridge.